# Kiểu Cực
Kiểu Cực (phồn thể: 蟜極; giản thể: 蟜极; 2600 TCN—?) là một nhân vật thượng cổ Trung Quốc. Theo sử ký Ngũ Đế hệ điệp (五帝本纪) ghi lại, Kiểu Cực là cháu trai của Hoàng Đế và con trai của Huyền Hiêu. Huyền Hiêu và Kiểu Cực đều chưa trở thành lãnh tụ của Trung Nguyên (Ngũ Đế). Sau gia tộc Cao Dương của Chuyên Húc, ông đã trở thành người thừa kế ngai vàng do cha ông, và trở thành gia tộc Cao Dương.